# أسوار بلدة لوبين

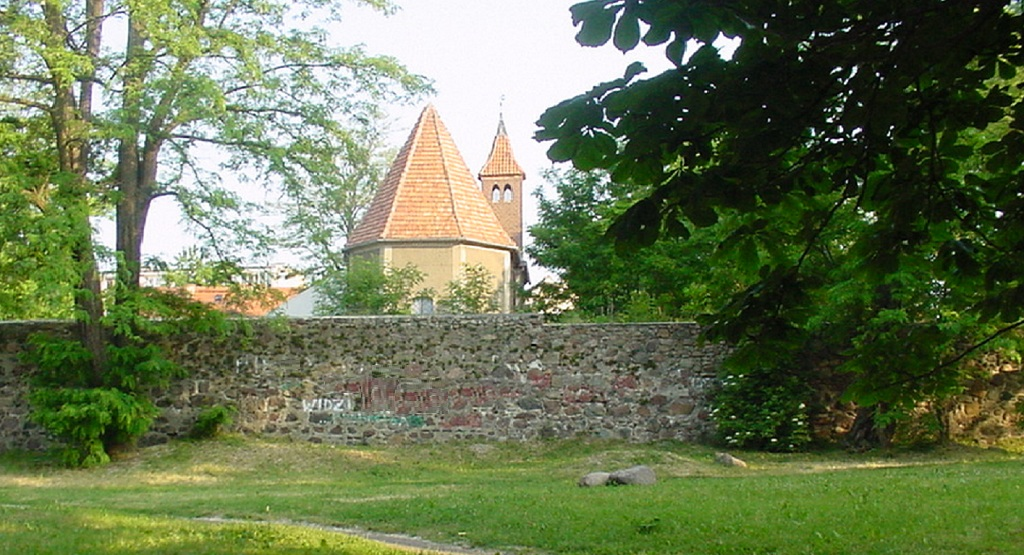
سور المدينة على تلة القلعة ؛ كنيسة القلعة في الخلفية

أسوار مدينة لوبين - بُنيت في القرن الرابع عشر ربما في مكان الأسوار القديمة المعززة بسياج يحيط المدينة ويخدم وظيفتها الدفاعية. تم بناء الأسوارعلى نطاق واسع في الأعوام 1348-1358  - قبل فترة وجيزة وأثناء الحرب الأهلية فيما بين أنجال بوليسلاف الكريم ، عندما كانت مدينة لوبين مقر إقامة الدوق لويس الأول من برزيغ ، وتم الانتهاء من بناء الأسوار في النصف الثاني من القرن الرابع عشر عندما تم توحيدها مع النظام الدفاعي للمدينة.

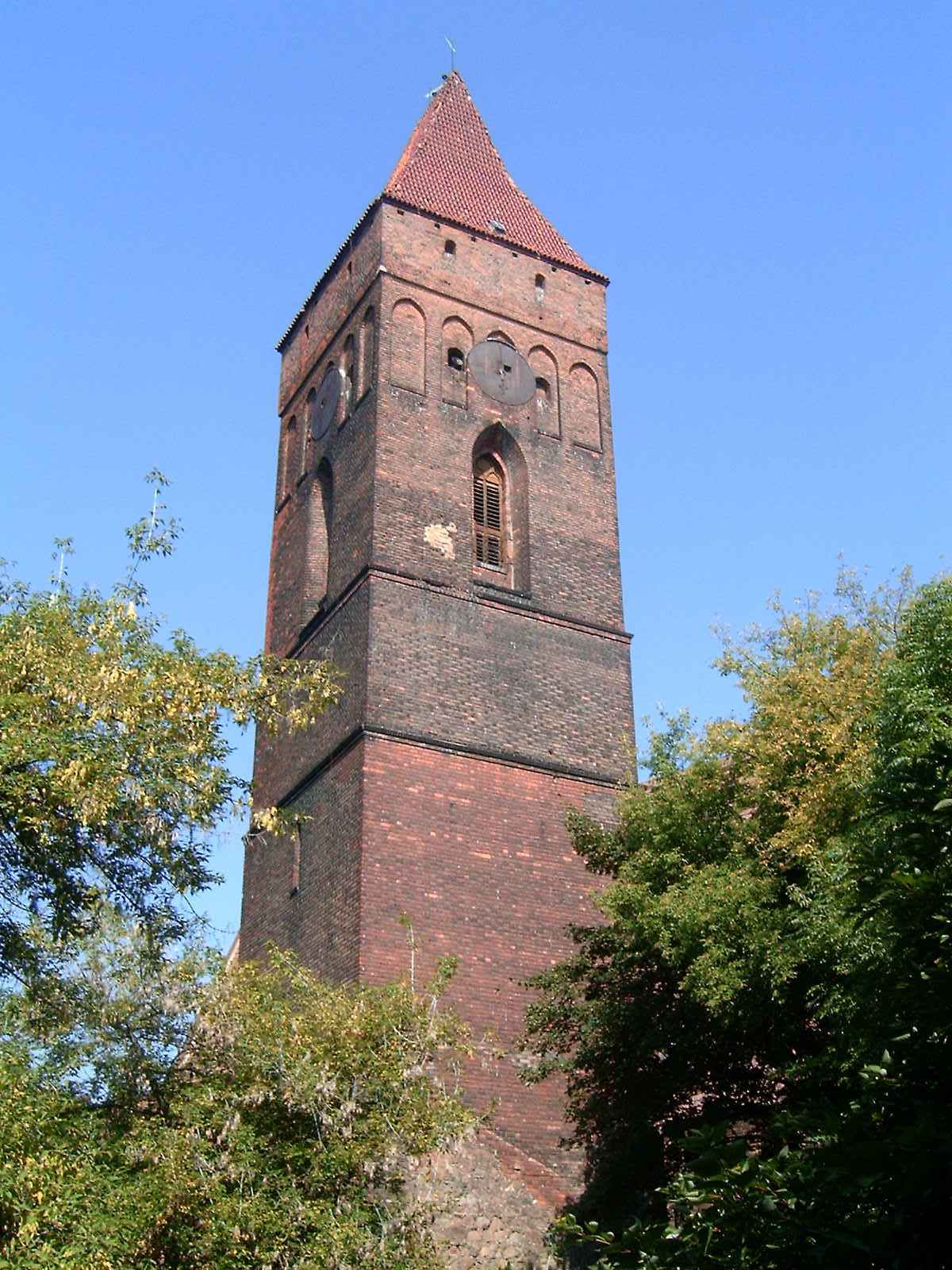
البرج المربع في الجزء الجنوبي الشرقي من الجدار ، بني في نهاية القرن الخامس عشر وتحول إلى برج جرس.

تم بناء الأسوار باستخدام الحصى الصخري المسحوق ، والصخور غير المنتظمة والطوب ، والمربوطة بمدافع الهاون الجيري. كان الجزء الأرضي من نظام التحصين بأكمله مصنوعًا من الحجارة ، في حين كانت الأجزاء العليا مصنوعة يدويًا من الطوب القوطي ، في نظام خط واحد. يتراوح الارتفاع الفعلي للأسوار من 4 إلى 5 أمتار بينما يتراوح سُمكها من 1.5 متر في الجزء العلوي إلى أكثر من مترين في الجزء الأرضي ، وتم رفع الأسوار بمعدل متر واحد في القرن الخامس عشر، و تم استكمال التجاويف بعد ذلك بالطوب. دعِمت الأسوار بإجمالي خمسة عشر برجًا مفتوحًا من جانب المدينة ، مقامة على مخطط مستطيل يقع على مسافة 40 إلى 50 مترًا. ثلاث بوابات كانت تحرس مداخل المدينة: غلوغوفسكا، و شتينافسكا، و فروتسوفسكا ، وسميت كذلك بليغنيتسكا، وكانت بوابة غلوغوفسكا هي الاقوى تحصينًا من بين الثلاث، وتضم برجًا ، و تتكون من سورين مزدوجة وخندقاً مائياً ثلاثي، في حين باقي البوابات تتكون من أسوار مزدوجة ومداخل مع خندق مائي مزدوج. تضمن نظام الدفاع للمدينة أيضًا إعادة بناء وتوسيع لنظام القلعة بشكل كبير. بفضل ذلك كانت مدينة لوبين واحدة من أقوى المدن من حيث التحصين في سيليزيا في ذلك الوقت وتمكنت من مقاومة غزوات هوسيت في عامي 1428 و 1431. في نهاية القرن الرابع عشر ، تم بناء بوابة كنيسة للمشاة في الجزء الجنوبي من الأسوار ، والتي أمتدت من ساحة الكنيسة إلى المقبرة في خارج الأسوار، وتم تأمينها من قبل البوابة الأمامية الصغيرة التي تم تعزيزها كذلك من قبل برج مربع بجانبه، الذي تم بناؤه في نهاية القرن الخامس عشر وتم تحويله إلى برج أجراس مرتفع - وكان برج الجرس فوق المعبد مترابطة بالطوب المعلق. في الأصل ، كانت الأسوار والبرج على جانب المدينة تعلوها أسوار محصنة ، وفي القرنين الخامس عشر والسادس عشر ، بسبب الاستخدام المفرط للأسلحة النارية وتغيير عمليات الحصار ، تم تحديث وتوسيع نظام الدفاع الحالي للأسوار. وقد تم تهيئة الطوابق العلوية من البرج بصالات مدفعية ، بينما أقيمت خلف الجدار أسوار ذات خندق آخر.

## الوضع الراهن
حتى الآن ، تم حفظ حوالي 70٪ من أسوار المدينة السابقة وبعض من التحصينات بحالة جيدة في جزء كبير من مشارف المدينة القديمة ، وعلى سبيل المثال:
- مواقع المدفعية وصالات الرماية ببرج الزاوية الواقع في الجزء الجنوبي الغربي من الأسوار.
- برجان في القسم الجنوبي للجدار وأربعة أبراج في القسم الشمالي.
- برج غلوغوفسكا مع برج بوابة.
- برج مربع بجوار الكنيسة ، تم بناؤه في نهاية القرن الخامس عشر وتحويله إلى برج جرس .
- رواق من الطوب المعلق المقوس يربط الكنيسة ببرج الحائط السابق.